# العلاقات السودانية المولدوفية
العلاقات السودانية المولدوفية هي العلاقات الثنائية التي تجمع بين السودان ومولدوفا.

## مقارنة بين البلدين
هذه مقارنة عامة ومرجعية للدولتين:
| وجه المقارنة                                              | السودان                     | مولدوفا                           |
| --------------------------------------------------------- | --------------------------- | --------------------------------- |
| المساحة (كم2)                                             | 1.89 مليون                  | 33.85 ألف                         |
| عدد السكان (نسمة)                                         | 40.53 مليون                 | 2.55 مليون                        |
| الكثافة السكانية (ن./كم²)                                 | 21.44                       | 75.33                             |
| العاصمة                                                   | الخرطوم                     | كيشيناو                           |
| اللغة الرسمية                                             | اللغة العربية، لغة إنجليزية | اللغة المولدوفية، اللغة الرومانية |
| العملة                                                    | جنيه سوداني                 | ليو مولدوفي                       |
| الناتج المحلي الإجمالي (بليون دولار)                      | 117.49 مليار                | 8.13 مليار                        |
| الناتج المحلي الإجمالي (تعادل القوة الشرائية) بليون دولار | 176.55 مليار                | 17.94 مليار                       |
| الناتج المحلي الإجمالي الاسمي للفرد دولار أمريكي          | 2.41 ألف                    | 3.65 ألف                          |
| الناتج المحلي الإجمالي للفرد دولار أمريكي                 | 4.07 ألف                    | 4.98 ألف                          |
| مؤشر التنمية البشرية                                      | 0.479                       | 0.693                             |
| رمز المكالمات الدولي                                      | +249                        | +373                              |
| رمز الإنترنت                                              | سودان                       | .md                               |
| المنطقة الزمنية                                           | ت ع م+03:00، ت ع م+02:00    | ت ع م+02:00، ت ع م+03:00          |

## منظمات دولية مشتركة
يشترك البلدان في عضوية مجموعة من المنظمات الدولية، منها:
| علم المنظمة | اسم المنظمة                               | تاريخ انضمام السودان | تاريخ انضمام مولدوفا |
| ----------- | ----------------------------------------- | -------------------- | -------------------- |
|             | الاتحاد البريدي العالمي                   | ?                    | ?                    |
|             | يونسكو                                    | 26 نوفمبر 1956       | 27 مايو 1992         |
|             | البنك الدولي للإنشاء والتعمير             | 5 سبتمبر 1957        | 12 أغسطس 1992        |
|             | وكالة ضمان الاستثمار متعدد الأطراف        | 7 نوفمبر 1991        | 9 يونيو 1993         |
|             | الاتحاد الدولي للاتصالات                  | 23 أكتوبر 1957       | 20 أكتوبر 1992       |
|             | منظمة الشرطة الجنائية الدولية             | ?                    | ?                    |
|             | مؤسسة التمويل الدولية                     | 21 أكتوبر 1960       | 10 مارس 1995         |
|             | الأمم المتحدة                             | 12 نوفمبر 1956       | 2 مارس 1992          |
|             | مؤسسة التنمية الدولية                     | 24 سبتمبر 1960       | 14 يونيو 1994        |
|             | الفريق المعني برصد الأرض                  | ?                    | ?                    |
|             | منظمة حظر الأسلحة الكيميائية              | ?                    | ?                    |
|             | المركز الدولي لتسوية المنازعات الاستشارية | 9 مايو 1973          | 4 يونيو 2011         |

## وصلات خارجية
- موقع وزارة الخارجية السودانية
- موقع وزارة الخارجية المولدوفية